# 1060

## Nati
- 9 febbraio - Papa Onorio II, papa, cardinale e vescovo cattolico italiano († 1130)
- Bernardo degli Uberti, cardinale e vescovo cattolico italiano († 1133)
- Bertoldo di Garsten, abate e santo tedesco († 1142)
- Costantino Ducas, imperatore e generale bizantino († 1081)
- Guido della Gherardesca, religioso e santo italiano († 1140)
- Oddone di Tournai, religioso, vescovo e teologo francese († 1113)
- Ruggero di Canne, vescovo e santo italiano († 1129)
- Fujiwara no Mototoshi, poeta giapponese († 1142)

## Morti
- 15 gennaio - Al-Basasiri, militare turco
- 8 aprile - Baldwin di Salisburgo, arcivescovo cattolico tedesco
- 12 maggio - Matilde di Franconia, nobile tedesca
- 29 luglio - Enrico I di Lotaringia, nobile tedesco (n. 1000)
- 4 agosto - Enrico I di Francia, sovrano francese (n. 1008)
- 8 ottobre - Ugo V di Lusignano, nobile
- 14 ottobre - Domenico Loricato, presbitero italiano
- 14 novembre - Goffredo II d'Angiò, conte (n. 1006)
- 2 dicembre - Gebeardo III di Ratisbona, vescovo cattolico tedesco
- Altuncan Khatun, turca
- Andrea I d'Ungheria, sovrano
- Emund di Svezia, re norrena
- Gerardo, vescovo cattolico italiano
- Gualtiero di Civitate, cavaliere medievale normanno
- Ponzio II di Tolosa, sovrano franco
- Ugo I di Baux, francese (n. 981)
- Pandolfo III di Benevento, principe
- Ise no Taifu, poeta giapponese (n. 989)

## Calendario
| Calendario 1060 | Calendario 1060 | Calendario 1060 | Calendario 1060 | Calendario 1060 | Calendario 1060 | Calendario 1060 | Calendario 1060 | Calendario 1060 | Calendario 1060 | Calendario 1060 | Calendario 1060 | Calendario 1060 | Calendario 1060 | Calendario 1060 | Calendario 1060 | Calendario 1060 | Calendario 1060 | Calendario 1060 | Calendario 1060 | Calendario 1060 | Calendario 1060 | Calendario 1060 | Calendario 1060 | Calendario 1060 | Calendario 1060 | Calendario 1060 | Calendario 1060 | Calendario 1060 | Calendario 1060 | Calendario 1060 | Calendario 1060 | Calendario 1060 |
| --------------- | --------------- | --------------- | --------------- | --------------- | --------------- | --------------- | --------------- | --------------- | --------------- | --------------- | --------------- | --------------- | --------------- | --------------- | --------------- | --------------- | --------------- | --------------- | --------------- | --------------- | --------------- | --------------- | --------------- | --------------- | --------------- | --------------- | --------------- | --------------- | --------------- | --------------- | --------------- | --------------- |
|                 | 1               | 2               | 3               | 4               | 5               | 6               | 7               | 8               | 9               | 10              | 11              | 12              | 13              | 14              | 15              | 16              | 17              | 18              | 19              | 20              | 21              | 22              | 23              | 24              | 25              | 26              | 27              | 28              | 29              | 30              | 31              |                 |
| Gennaio         | Sa              | Do              | Lu              | Ma              | Me              | Gi              | Ve              | Sa              | Do              | Lu              | Ma              | Me              | Gi              | Ve              | Sa              | Do              | Lu              | Ma              | Me              | Gi              | Ve              | Sa              | Do              | Lu              | Ma              | Me              | Gi              | Ve              | Sa              | Do              | Lu              |                 |
| Febbraio        | Ma              | Me              | Gi              | Ve              | Sa              | Do              | Lu              | Ma              | Me              | Gi              | Ve              | Sa              | Do              | Lu              | Ma              | Me              | Gi              | Ve              | Sa              | Do              | Lu              | Ma              | Me              | Gi              | Ve              | Sa              | Do              | Lu              | Ma              |                 |                 |                 |
| Marzo           | Me              | Gi              | Ve              | Sa              | Do              | Lu              | Ma              | Me              | Gi              | Ve              | Sa              | Do              | Lu              | Ma              | Me              | Gi              | Ve              | Sa              | Do              | Lu              | Ma              | Me              | Gi              | Ve              | Sa              | Do              | Lu              | Ma              | Me              | Gi              | Ve              |                 |
| Aprile          | Sa              | Do              | Lu              | Ma              | Me              | Gi              | Ve              | Sa              | Do              | Lu              | Ma              | Me              | Gi              | Ve              | Sa              | Do              | Lu              | Ma              | Me              | Gi              | Ve              | Sa              | Do              | Lu              | Ma              | Me              | Gi              | Ve              | Sa              | Do              |                 |                 |
| Maggio          | Lu              | Ma              | Me              | Gi              | Ve              | Sa              | Do              | Lu              | Ma              | Me              | Gi              | Ve              | Sa              | Do              | Lu              | Ma              | Me              | Gi              | Ve              | Sa              | Do              | Lu              | Ma              | Me              | Gi              | Ve              | Sa              | Do              | Lu              | Ma              | Me              |                 |
| Giugno          | Gi              | Ve              | Sa              | Do              | Lu              | Ma              | Me              | Gi              | Ve              | Sa              | Do              | Lu              | Ma              | Me              | Gi              | Ve              | Sa              | Do              | Lu              | Ma              | Me              | Gi              | Ve              | Sa              | Do              | Lu              | Ma              | Me              | Gi              | Ve              |                 |                 |
| Luglio          | Sa              | Do              | Lu              | Ma              | Me              | Gi              | Ve              | Sa              | Do              | Lu              | Ma              | Me              | Gi              | Ve              | Sa              | Do              | Lu              | Ma              | Me              | Gi              | Ve              | Sa              | Do              | Lu              | Ma              | Me              | Gi              | Ve              | Sa              | Do              | Lu              |                 |
| Agosto          | Ma              | Me              | Gi              | Ve              | Sa              | Do              | Lu              | Ma              | Me              | Gi              | Ve              | Sa              | Do              | Lu              | Ma              | Me              | Gi              | Ve              | Sa              | Do              | Lu              | Ma              | Me              | Gi              | Ve              | Sa              | Do              | Lu              | Ma              | Me              | Gi              |                 |
| Settembre       | Ve              | Sa              | Do              | Lu              | Ma              | Me              | Gi              | Ve              | Sa              | Do              | Lu              | Ma              | Me              | Gi              | Ve              | Sa              | Do              | Lu              | Ma              | Me              | Gi              | Ve              | Sa              | Do              | Lu              | Ma              | Me              | Gi              | Ve              | Sa              |                 |                 |
| Ottobre         | Do              | Lu              | Ma              | Me              | Gi              | Ve              | Sa              | Do              | Lu              | Ma              | Me              | Gi              | Ve              | Sa              | Do              | Lu              | Ma              | Me              | Gi              | Ve              | Sa              | Do              | Lu              | Ma              | Me              | Gi              | Ve              | Sa              | Do              | Lu              | Ma              |                 |
| Novembre        | Me              | Gi              | Ve              | Sa              | Do              | Lu              | Ma              | Me              | Gi              | Ve              | Sa              | Do              | Lu              | Ma              | Me              | Gi              | Ve              | Sa              | Do              | Lu              | Ma              | Me              | Gi              | Ve              | Sa              | Do              | Lu              | Ma              | Me              | Gi              |                 |                 |
| Dicembre        | Ve              | Sa              | Do              | Lu              | Ma              | Me              | Gi              | Ve              | Sa              | Do              | Lu              | Ma              | Me              | Gi              | Ve              | Sa              | Do              | Lu              | Ma              | Me              | Gi              | Ve              | Sa              | Do              | Lu              | Ma              | Me              | Gi              | Ve              | Sa              | Do              |                 |